# Literarni žanr
Literarni žanr je oznaka za skupino literarnih besedil znotraj literarne vrste oz. zvrsti. 

## Pojem
Pojem literarnega žanra je ožji in bolj specifičen od literarne vrste oziroma zvrsti. Določajo ga izbira snovi, značilnih motivov in tem, posebnosti zunanje zgradbe, izrazne možnosti določenega kanala ali medija, karakteristična modalnost, ciljni tip naslovnika, predvideni recepcijski koncept in funkcije, lahko pa je tudi vezan na posamezno literarno obdobje ali okolje. Žanri romana so npr. pustolovski roman, zgodovinski roman, ljubezenski roman, pisemski roman, verzni roman, sentimentalni roman, novi roman, utopični roman, fantastični roman, biografski roman, avtobiografski roman, grozljivi ali gotski roman itd. Za večino romanov je značilen žanrski sinkretizem. Žanrska klasifikacija je praktična, uravnava uporabo besedil, uporablja se v podnaslovih, spremnih besedilih, kritiki, knjigarnah, knjižnicah, po njej se ravnajo bralci. Odvisna je od kulturno-zgodovinskih spremenljivk in procesov medbesedilnega navezovanja na prototipe, ki uspešno uresničujejo t. i. recept za določen tipski način ubesedovanja. Žanr je konvencija, ki bistveno vpliva na pisanje in recepcijo literarnih del, je sestavina horizonta pričakovanja. 
Splošen izraz za literarna dela, zlasti romane in povesti, ki nastajajo na podlagi ustaljenih, standardnih obrazcev, je žanrska literatura. Obrazci so preračunani na pričakovanja bralcev in so značilni za kriminalke, ljubezenske, pustolovske, vohunske romane itd. 
V slovenski literarni vedi se je pojem žanra počasi uveljavljal po angleškem zgledu in nadomeščal tradicionalno razvrščanje besedil po zvrsteh in vrstah.

## Vir
- Žanr. Leksikon Literatura. Ljubljana: Cankarjeva založba, 2009.